# Alexander Jefimowitsch Ismailow

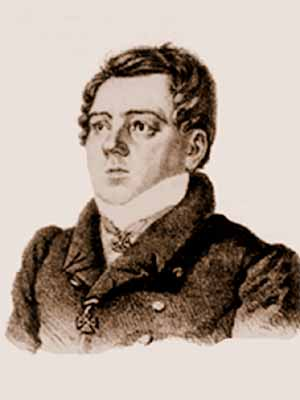
Alexander Jefimowitsch Ismailow

Alexander Jefimowitsch Ismailow (russisch Александр Ефимович Измайлов, wiss. Transliteration Aleksandr Efimovič Izmajlov; geb. 25. April 1779, Gouvernement Wladimir, Russisches Kaiserreich; gest. 28. Januar 1831, Sankt Petersburg, Russisches Kaiserreich) war ein russischer Fabulist, Dichter, Schriftsteller, Verleger (der Magazine Zwetnik und Blagonamerenny), Pädagoge und Staatsbeamter (Vizegouverneur des Gouvernements Twer und Archangelsk). Der für seine satirischen Fabeln unter anderem von Wissarion Belinski gelobte Alexander Ismailow gilt als die letzte große Figur der russischen Aufklärung.